# Waterlooplein (Amsterdam)

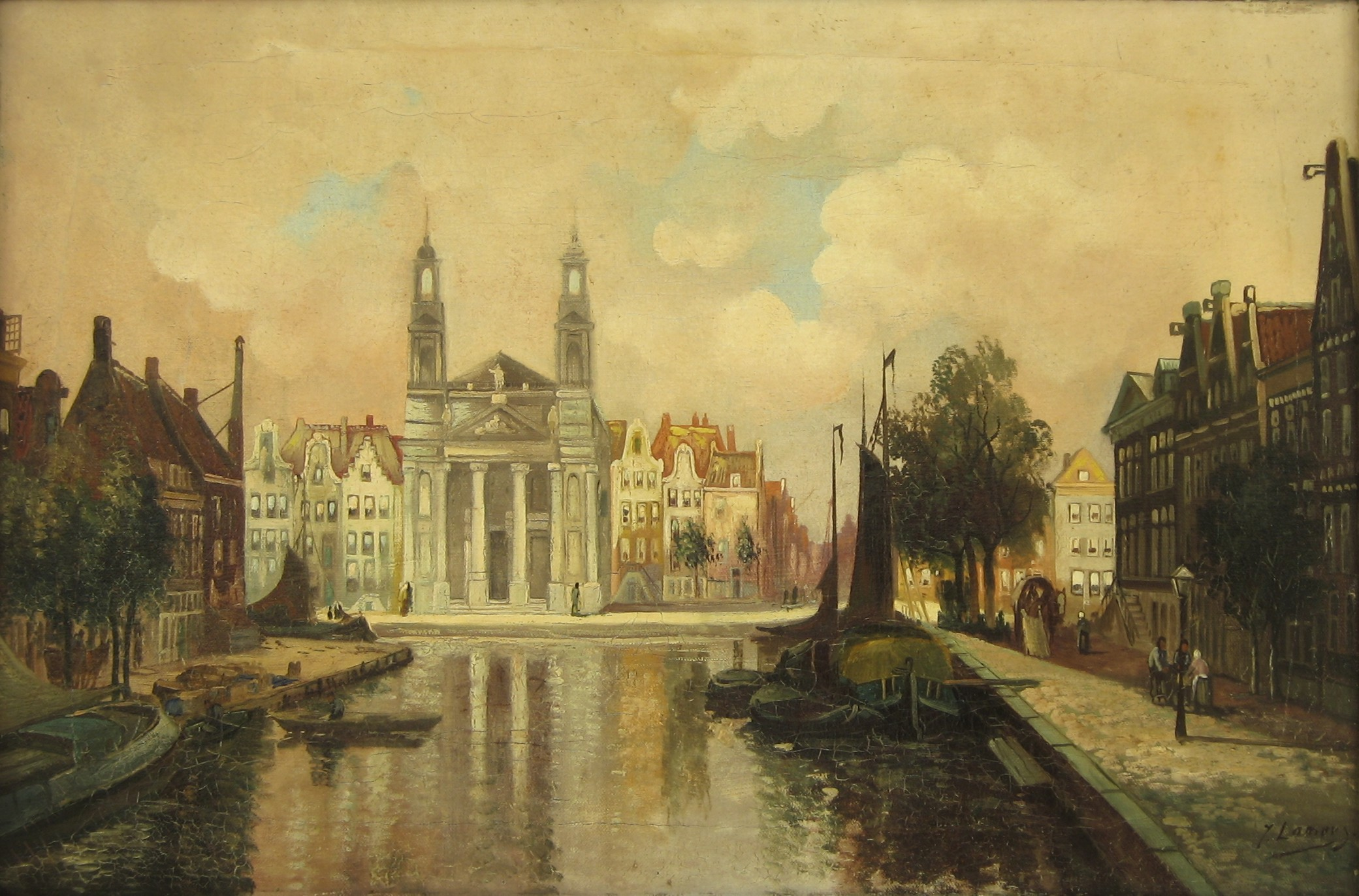
De Mozes en Aäronkerk weerspiegeld in het water van de Leprozengracht. Schilderij van J. Lamers, 1880

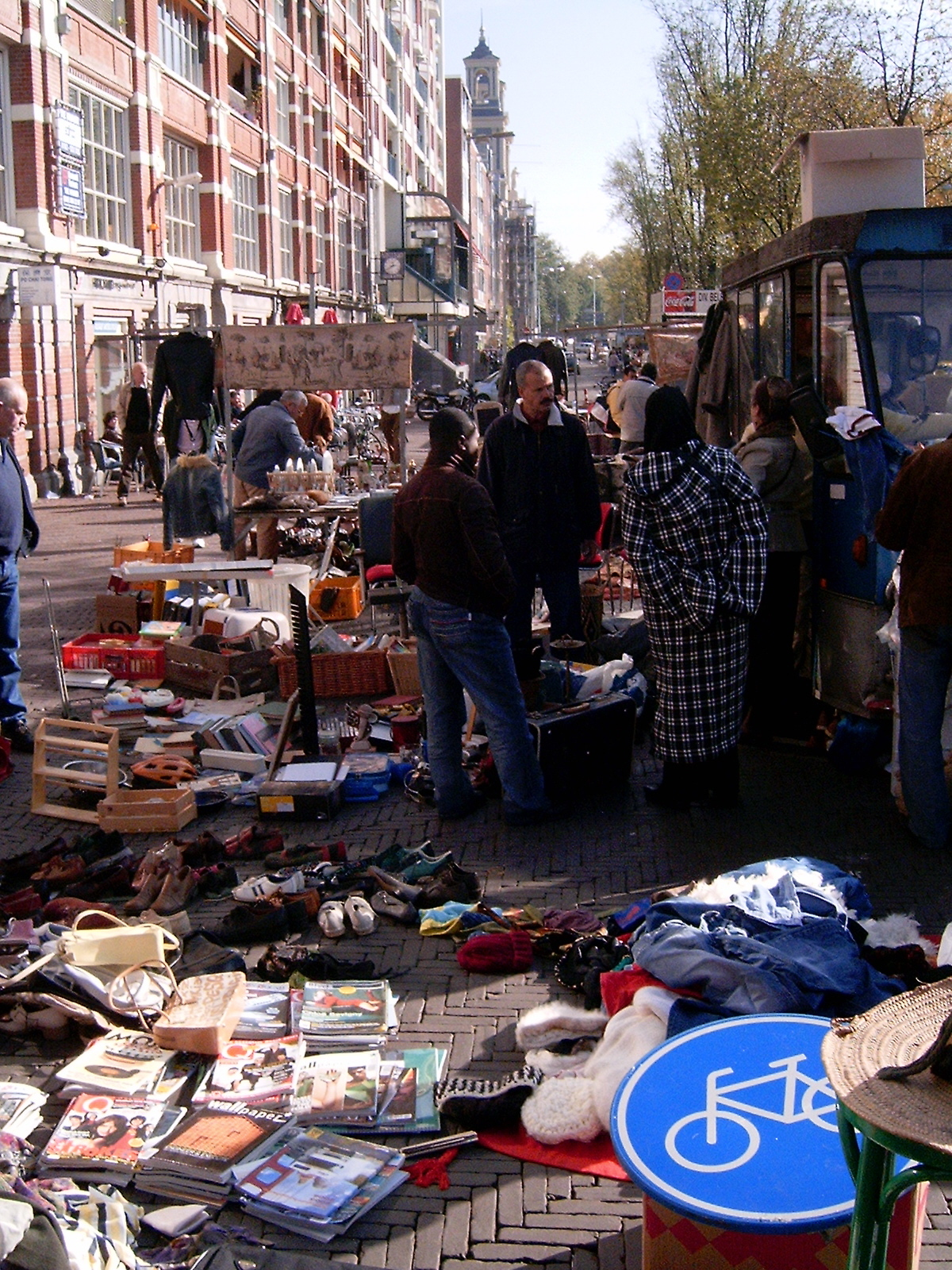
Vlooienmarkt op het Waterlooplein

Het Waterlooplein is een plein in het centrum van Amsterdam. Het plein is bij een raadsbesluit van 19 december 1883 (om nog niet opgehelderde reden) vernoemd naar de Slag bij Waterloo.
Het oude plein ontstond toen in 1882 de Leprozengracht en de Houtgracht werden gedempt en ligt in het District Groot Waterloo. Op het schilderij hiernaast is de situatie van 1880 te zien. De gracht op de voorgrond is de Leprozengracht. De gracht die vanaf links voorlangs de kerk loopt is de Houtgracht. Het plein verdween grotendeels bij de aanleg van de Oostlijn van de metro en de Stopera in de jaren 70 en 80 van de 20e eeuw. Het nieuwe Waterlooplein is ontstaan in 1988 om het Stoperagebouw heen en grenst aan de rivier de Amstel, de Zwanenburgwal en het Mr. Visserplein. De noordzijde van het nieuwe plein is via de Houtkopersdwarsstraat verbonden met de Jodenbreestraat. Op enkele monumentale panden na is bijna alle oude bebouwing afgebroken en vervangen door nieuwbouw. De markt op het Waterlooplein was van oudsher een Joodse markt, na de Tweede Wereldoorlog was hier weinig meer van over.

## Geschiedenis
Het Waterlooplein ligt op het eiland Vlooienburg. Dit aangeplempte land vormde samen met de eveneens eind 16e eeuw ontwikkelde eilanden Marken, Uilenburg en Rapenburg: de oude Amsterdamse 'Jodenhoek', zoals men dit deel van de Joodse buurt in de volksmond noemde.
Na de aanleg van het Waterlooplein in 1882 besloot het stadsbestuur dat de voornamelijk Joodse straathandelaren, die in de omgeving van de Jodenbreestraat handel dreven, hun nering naar het nieuwe plein dienden te verplaatsen. Vanaf 1893 werd het plein een, alleen 's zaterdags gesloten, dagmarkt. De naam Waterlooplein stelde B&W tijdens de gemeenteraadsvergadering van 19 december 1883 vast.

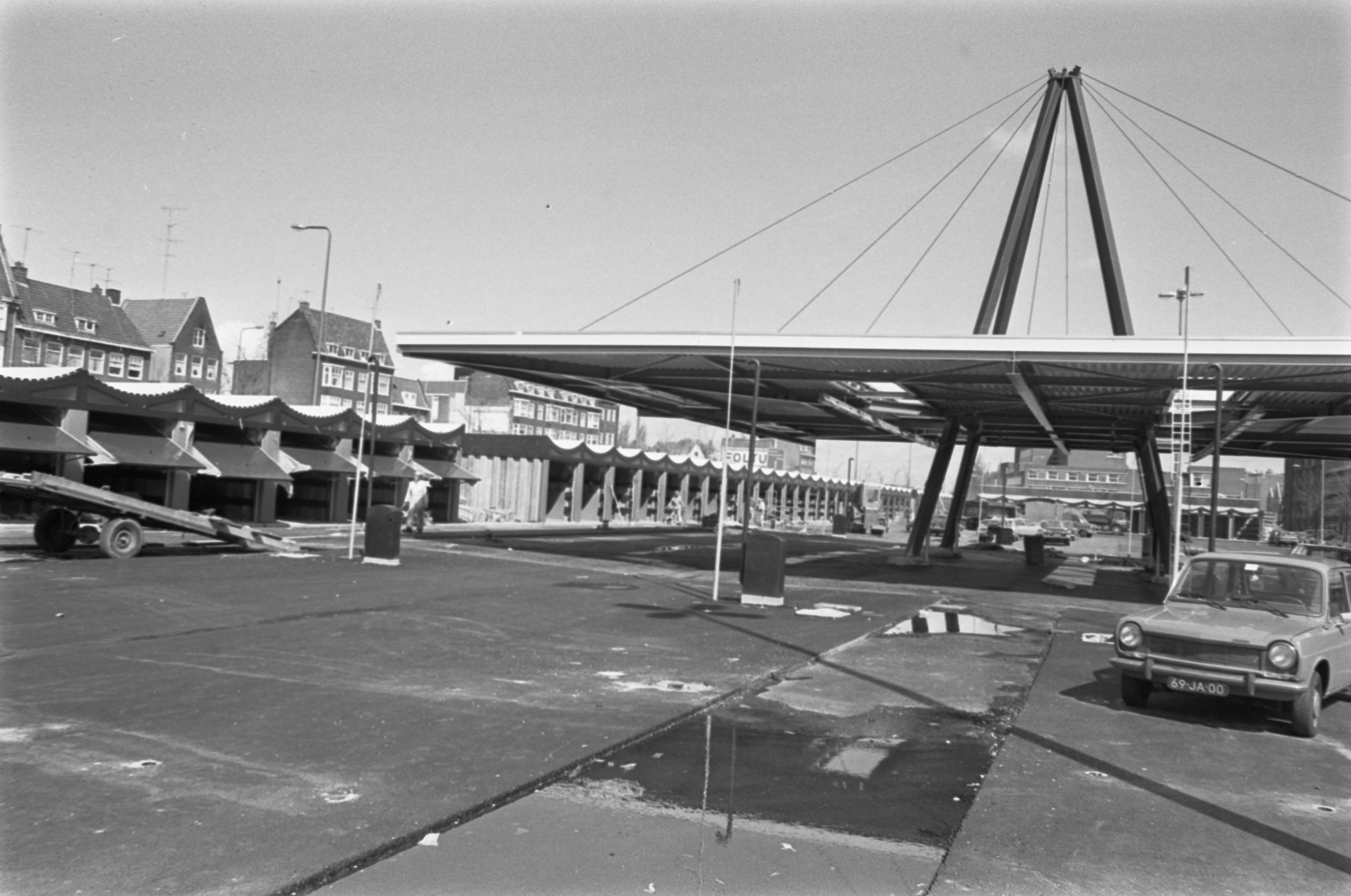
Tijdelijke locatie
van 1977-1988 in de Valkenburgerstraat

De Waterloopleinmarkt verhuisde in 1977 tijdelijk naar een destijds braakliggend terrein tussen Rapenburgerstraat en Valkenburgerstraat (zgn. VaRa-strook) en kreeg de naam "Waterloopleinmarkt 1977". In tegenstelling tot de oude markt werden de kramen dusdanig opgesteld dat de bezoekers maar op enkele plaatsen de markt op konden gaan en zodoende vrijwel de gehele markt moesten aflopen, en dus langs vrijwel alle kramen lopen, om de markt weer te kunnen verlaten. Ook kregen de marktkooplieden de beschikking over opslagboxen waar zij hun handelswaar konden opslaan.
Thans is hier onder andere de Nederlandse Filmacademie gevestigd. De vlooienmarkt moest bij terugkeer op de oude locatie in oktober 1988 een groot deel van de ruimte opgeven. Het plein wordt sinds 1986 gedomineerd door de Stopera, het stadhuis en muziektheater van Amsterdam.
Op het Waterlooplein en langs de Zwanenburgwal wordt zes dagen per week een vlooienmarkt gehouden. Er zijn ongeveer 300 standplaatsen. Op zondag is de markt gesloten.
In 1969 hadden John Kraaijkamp sr. en Rijk de Gooyer een hitje met O Waterlooplein, op de wijs van Les Champs-Élysées van Joe Dassin, dat op zijn beurt een vertaling was van de song "Waterloo Road" van de Engelse band Jason Crest. De tekst was van Herman Pieter de Boer onder het pseudoniem Johnny Austerlitz.
Fotograaf Johannes Leendert Scherpenisse heeft tussen 1905 en 1913 het Waterlooplein vastgelegd.

## Bouwwerken

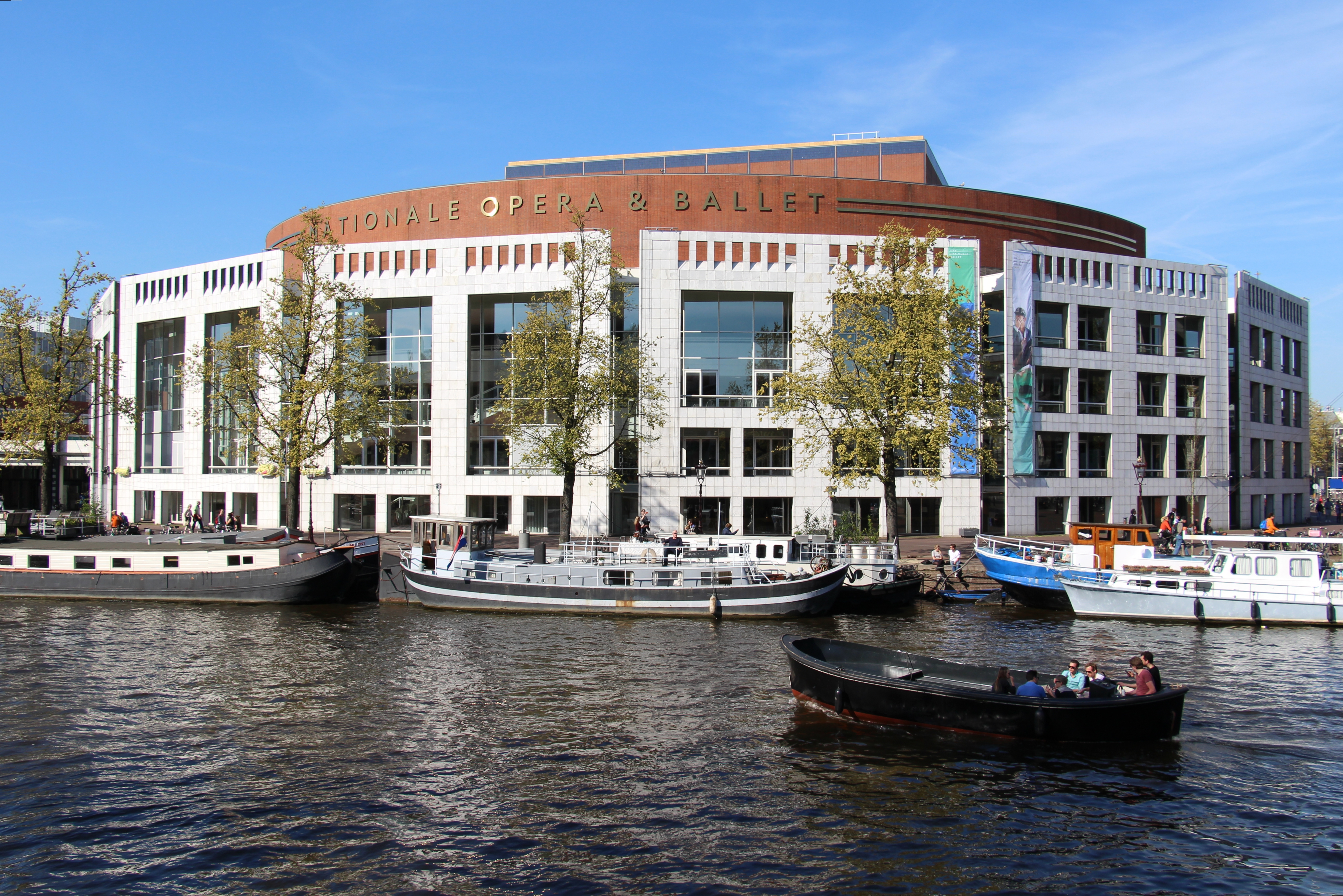
De Stopera.

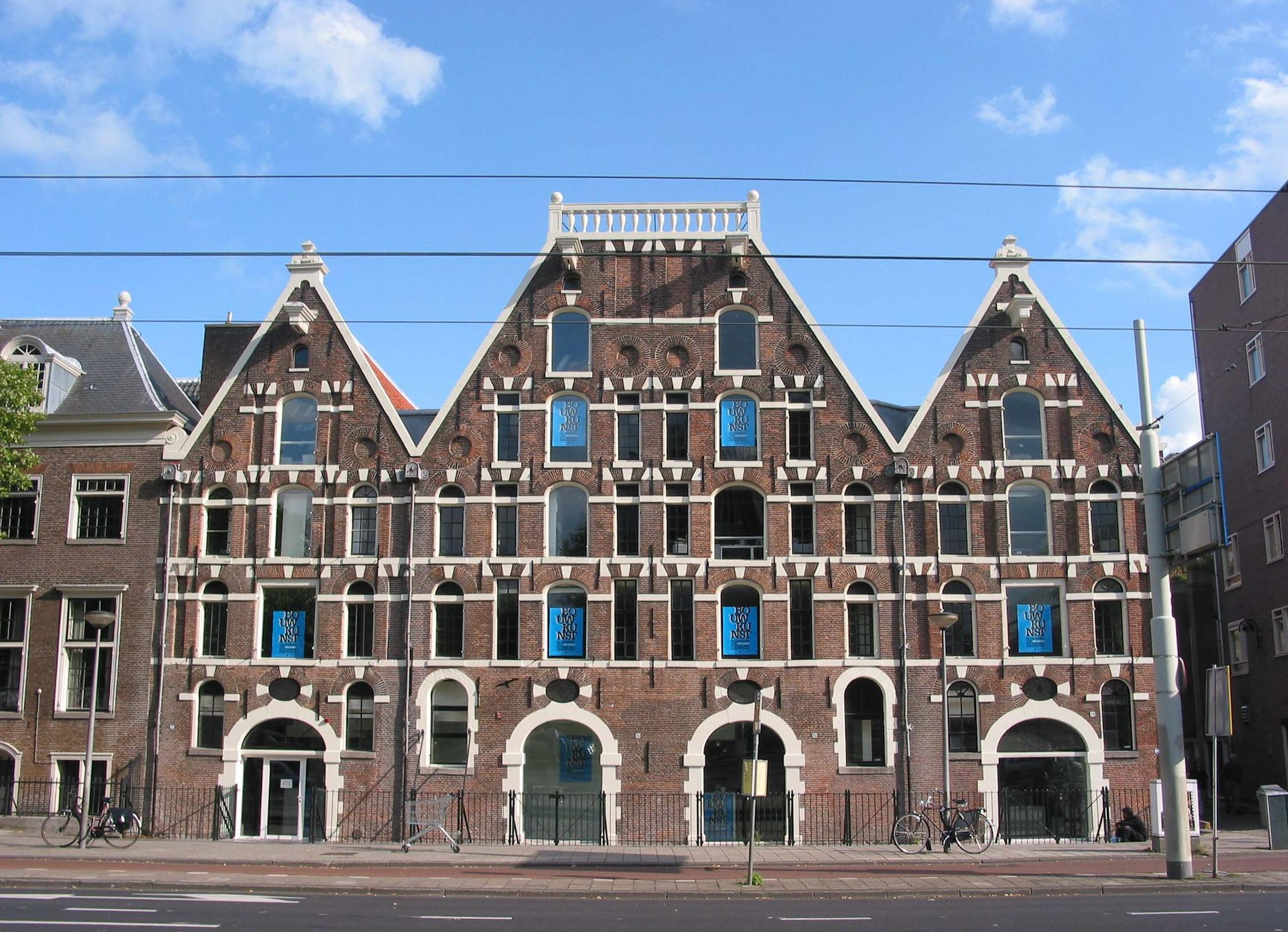
De Academie van Bouwkunst.

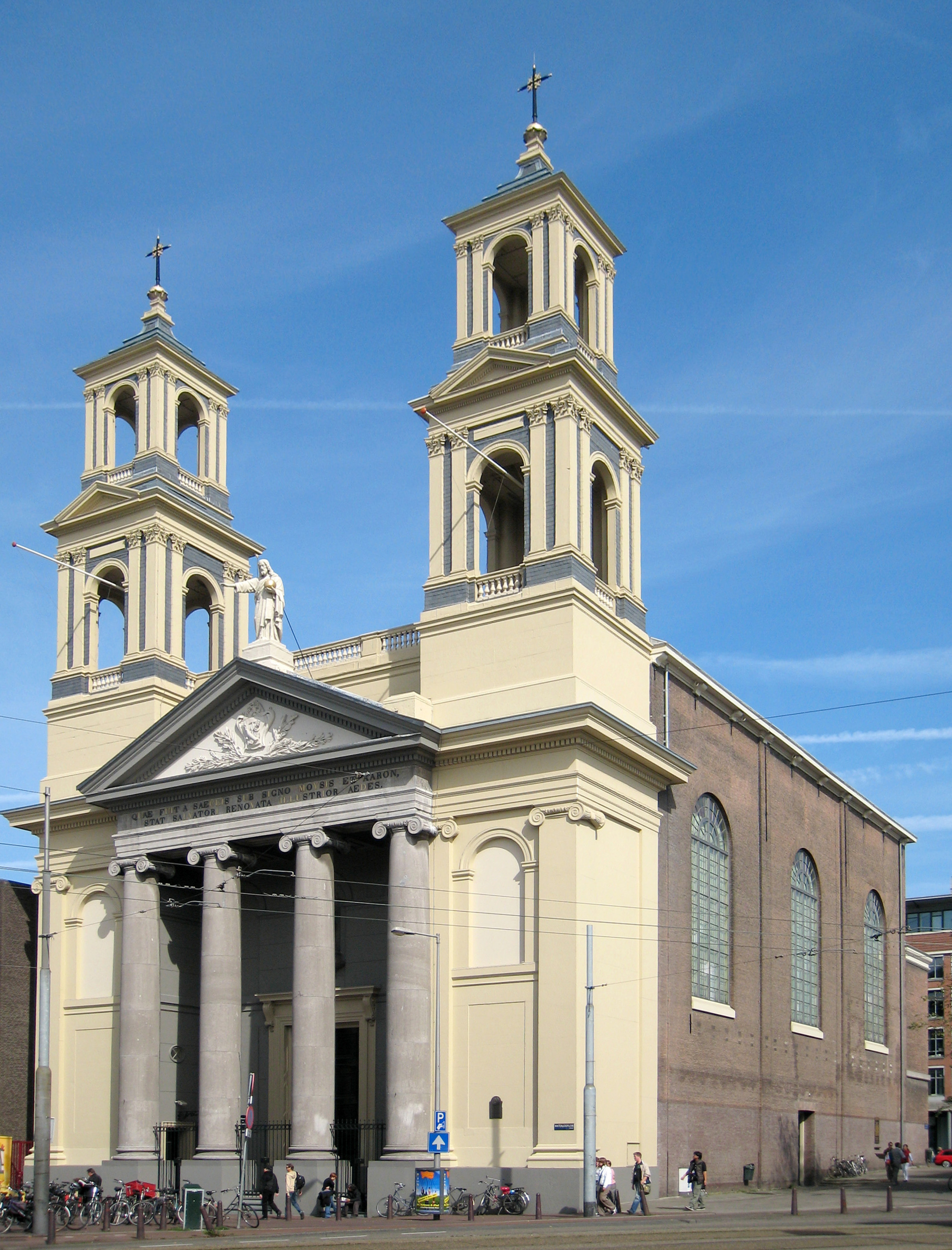
De Mozes en Aäronkerk.

Op het Waterlooplein staat sinds 1986 de door architecten Cees Dam en Wilhelm Holzbauer ontworpen Stopera, het Stadhuis-Muziektheater van Amsterdam. In 1982 werd begonnen met de bouw. Voor de ingang ligt in het plaveisel een door André Volten ontworpen cirkelvormige sculptuur.
Aan het plein staat de Mozes en Aäronkerk uit 1841. Op een buitenmuur van de kerk is een plaquette aangebracht met de namen van de 15 slachtoffers van de decembermoorden, die in 1982 door het toenmalige militaire regime in Suriname werden gemarteld en doodgeschoten.
Sinds 1946 bevindt de Academie van Bouwkunst zich aan het Waterlooplein 213-219 in een hoekpand met belendende pakhuizen. Het vroeg-17e-eeuwse complex bestaat uit het voormalige Oudezijds Huiszittenhuis en het ernaast gelegen pakhuis Het Arsenaal (de voormalige Stadsturfpakhuizen). Het Huiszittenhuis is in 1654 ontworpen door Willem de Keyser, zoon van architect Hendrick de Keyser.
Sinds 1985 staat naast pakhuis Het Arsenaal, recht boven het ondergrondse perron van metrostation Waterlooplein het complex De Halve Wereld.

## Monumenten
Op de hoek van de Amstel en de Zwanenburgwal staat het Monument ter Herinnering aan het Verzet van Joodse Burgers, in de vorm van een door beeldhouwer Josef Glatt ontworpen zwart granieten zuil waarop de stenen tafelen zijn afgebeeld en de tekst van profeet Jeremia: Waren mijn ogen een bron van tranen, dan zou ik dag en nacht wenen om de gevallen strijders van mijn dierbaar volk.
Bij de Ir. B. Bijvoetbrug (brug nr. 229) over de Zwanenburgwal bij de Staalstraat staat het door kunstenaar Nicolas Dings ontworpen monument ter nagedachtenis van Baruch Spinoza (1632-1677). Het monument bestaat uit een verhoging met de inscriptie: Het doel van de staat is vrijheid en een figuratief beeld van de Joodse filosoof naast een granieten wiskundige vorm (een zogenaamde icosaëder).

## Verkeer en vervoer
De metrolijnen 51, 53 en 54 stoppen op het ondergrondse metrostation Waterlooplein.
Tramlijn 14 heeft op het plein een halte. Hier stoppen ook de nachtbuslijnen N85 en N87.
Aan het Waterlooplein ligt (onder de Stopera) een parkeergarage.

## Trivia
- Gedurende 134 jaar, vanaf 1884 tot aan 22 juli 2018, stopte tramlijn 9 en zijn voorganger stadinwaarts aan het Waterlooplein en van 1967 tot 2018 ook staduitwaarts.